# Plebejus melissa
Plebejus melissa là một loài bướm ngày thuộc họ Bướm xanh. Nó được tìm thấy ở Tây Bắc Mỹ, từ Canada đến México. Sải cánh dài 22–35 mm. Chúng bay từ tháng 4 đến tháng 8 tùy theo địa điểm.
Ấu trùng ăn các loài thực vật thuộc chi Lupin, Medicago và Lotus.

## Hình ảnh

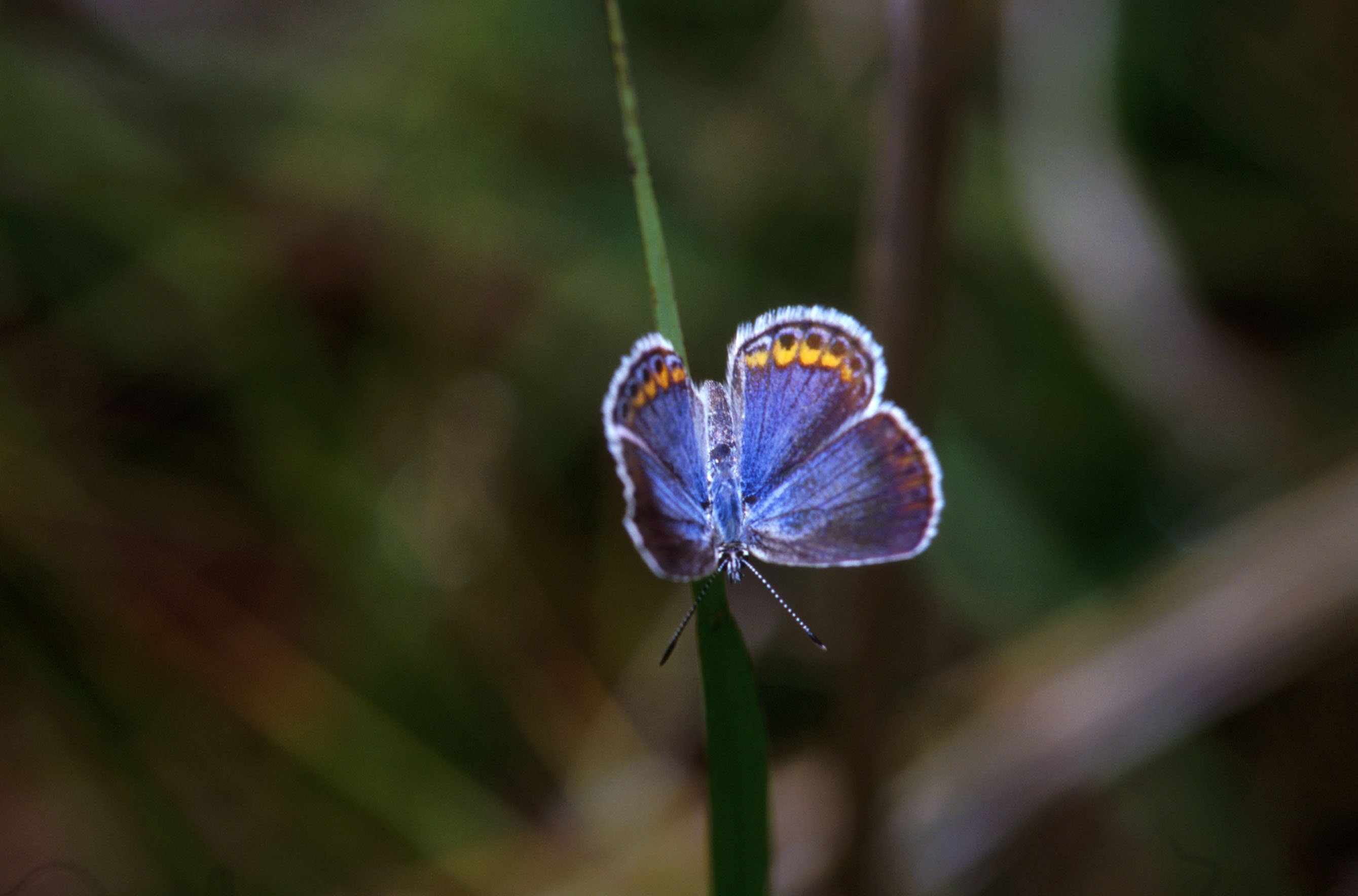
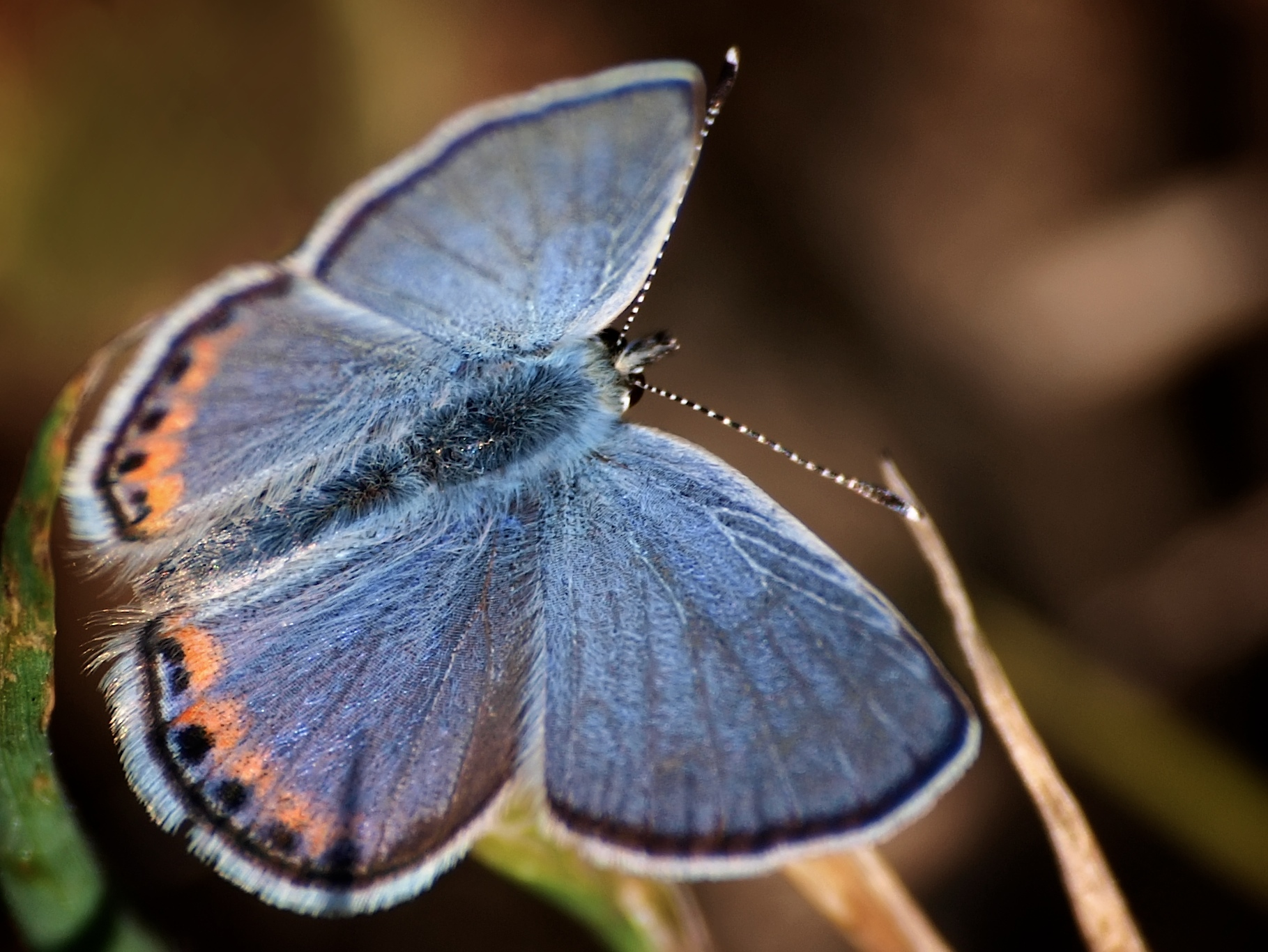
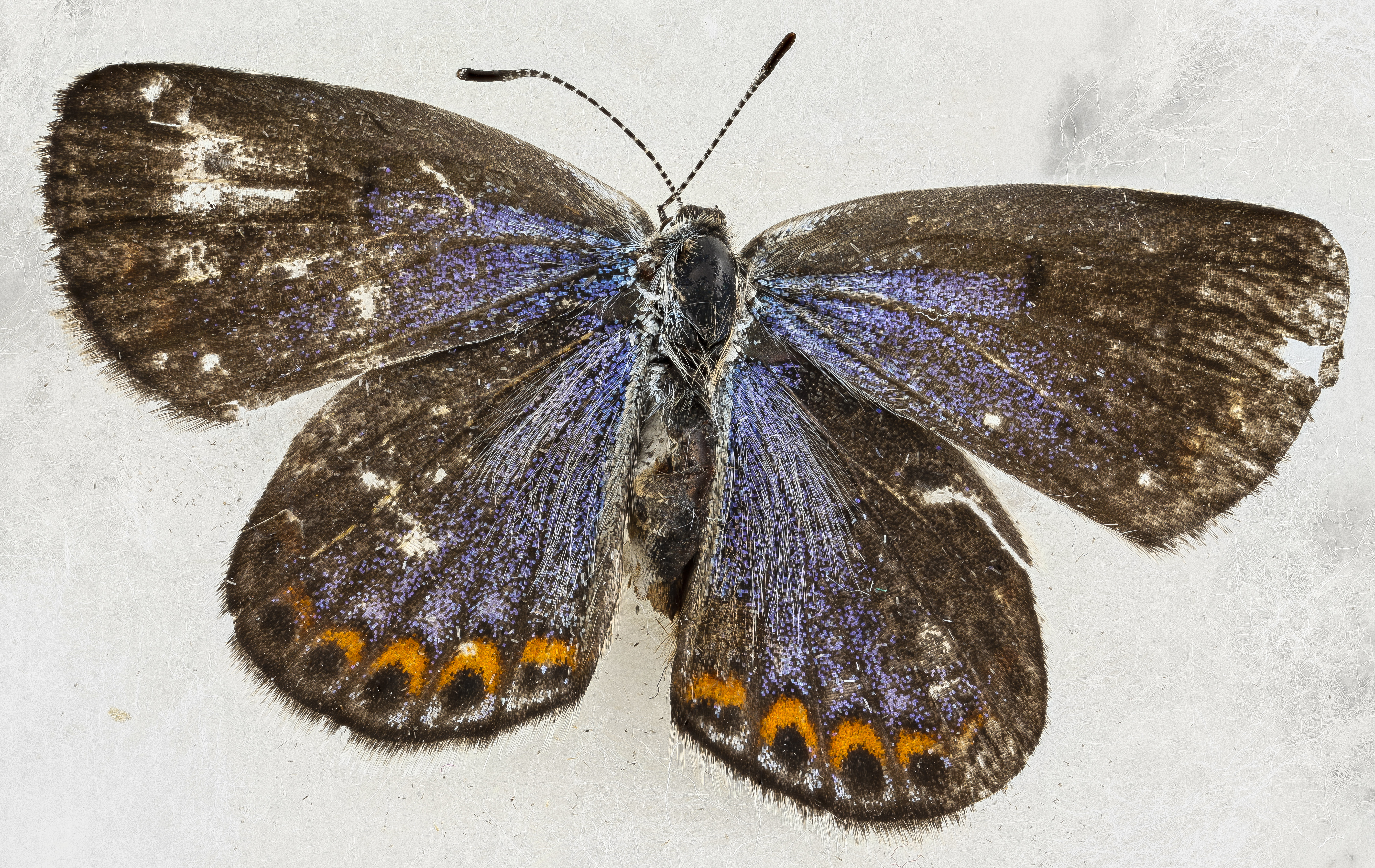
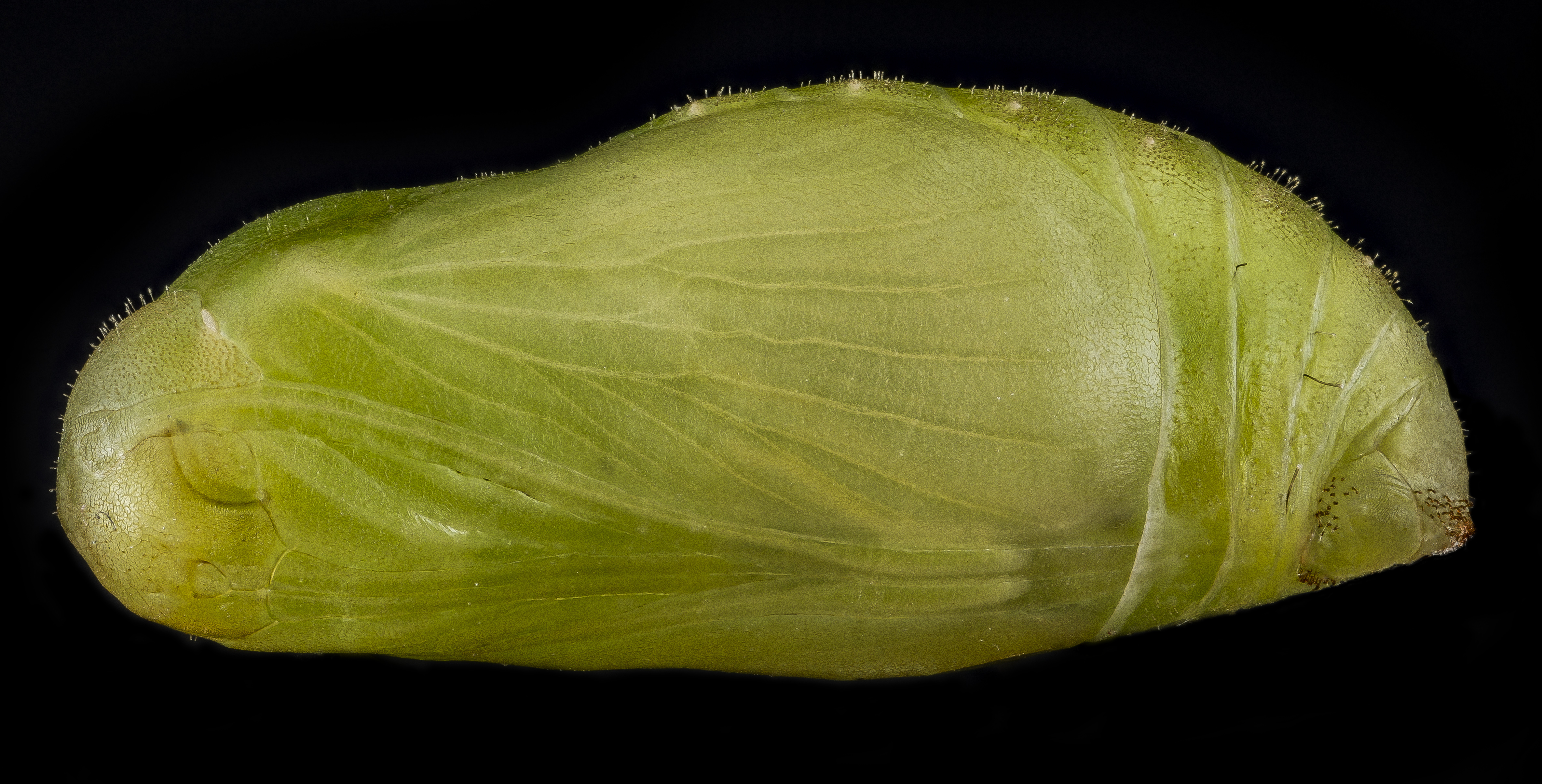
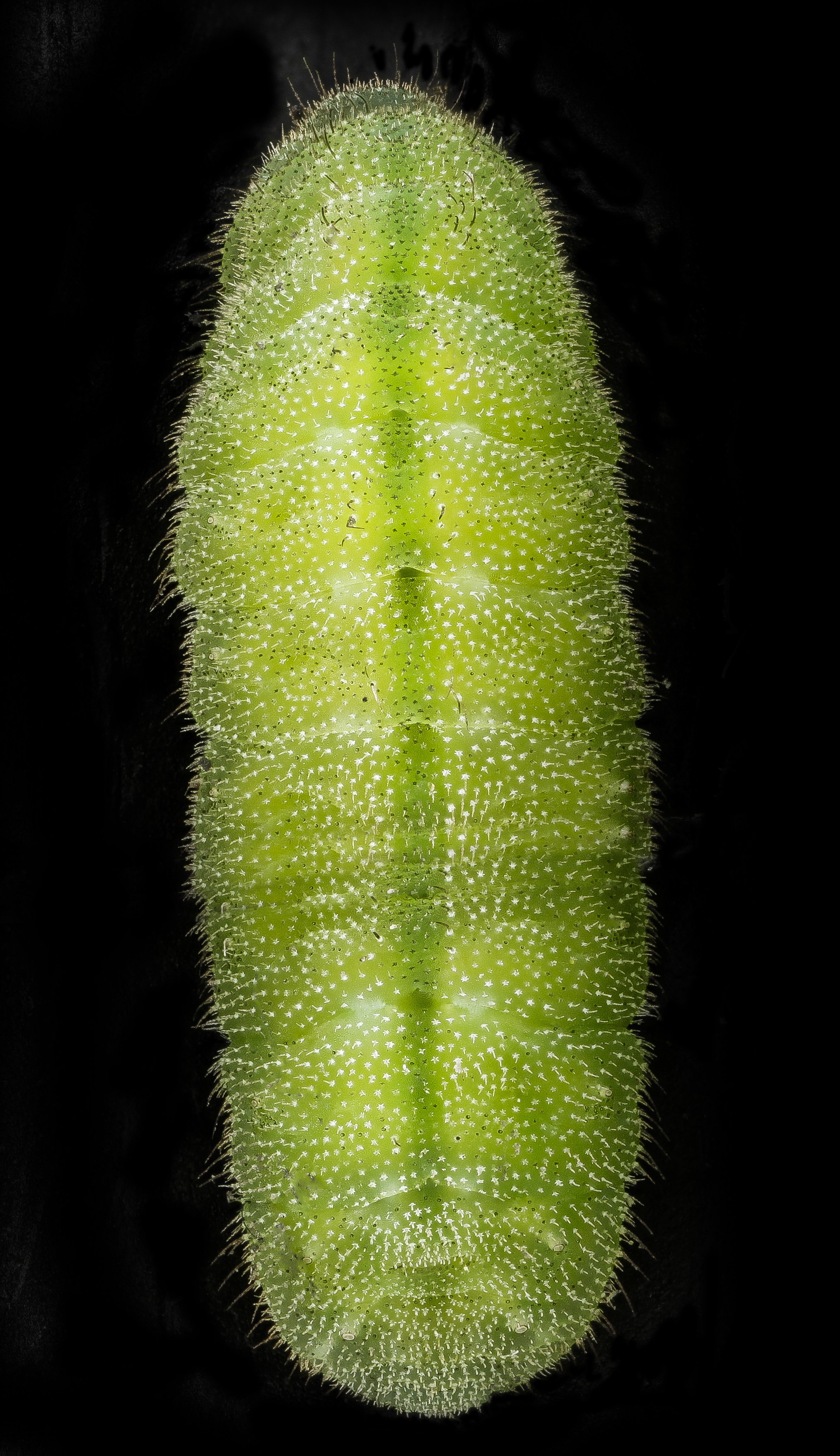
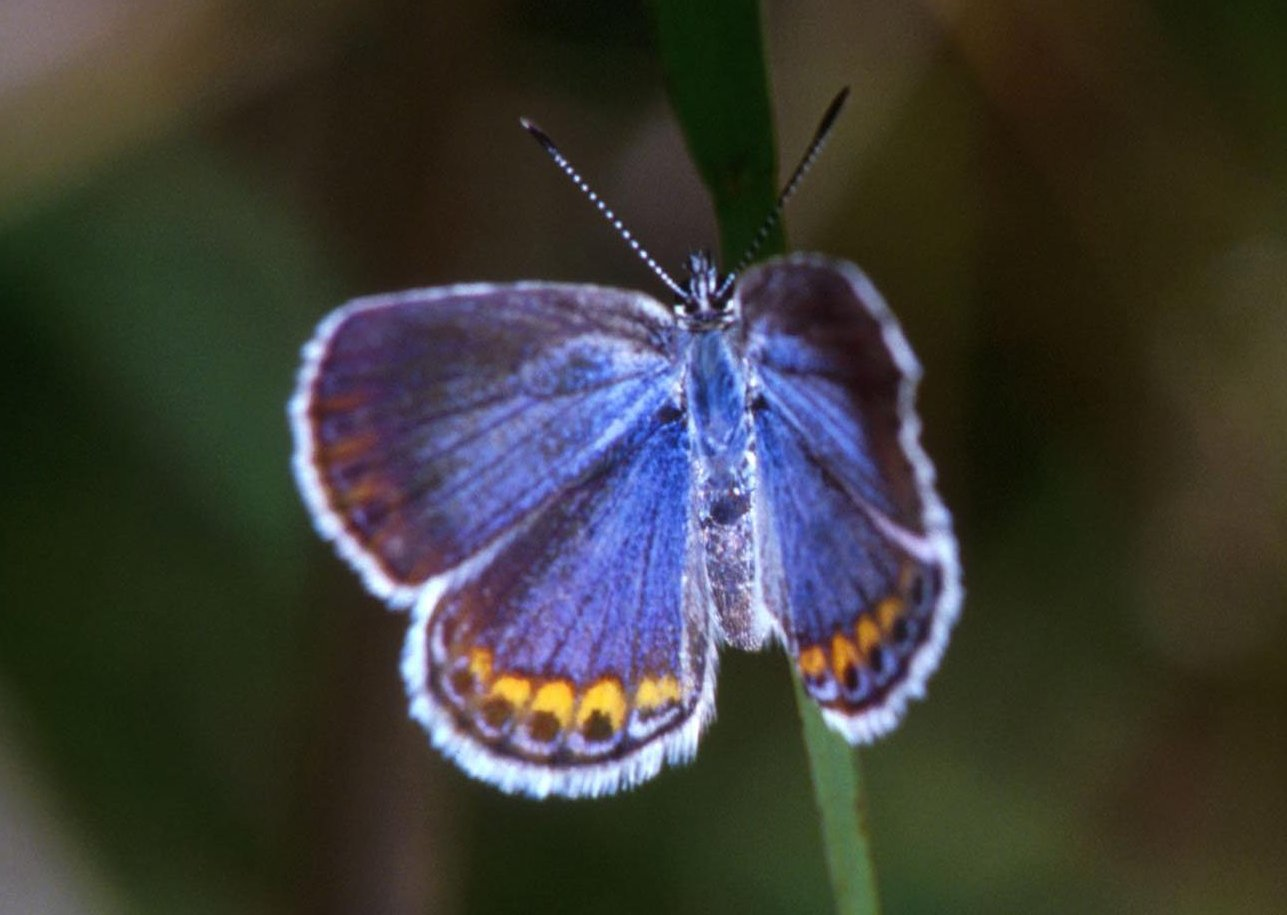
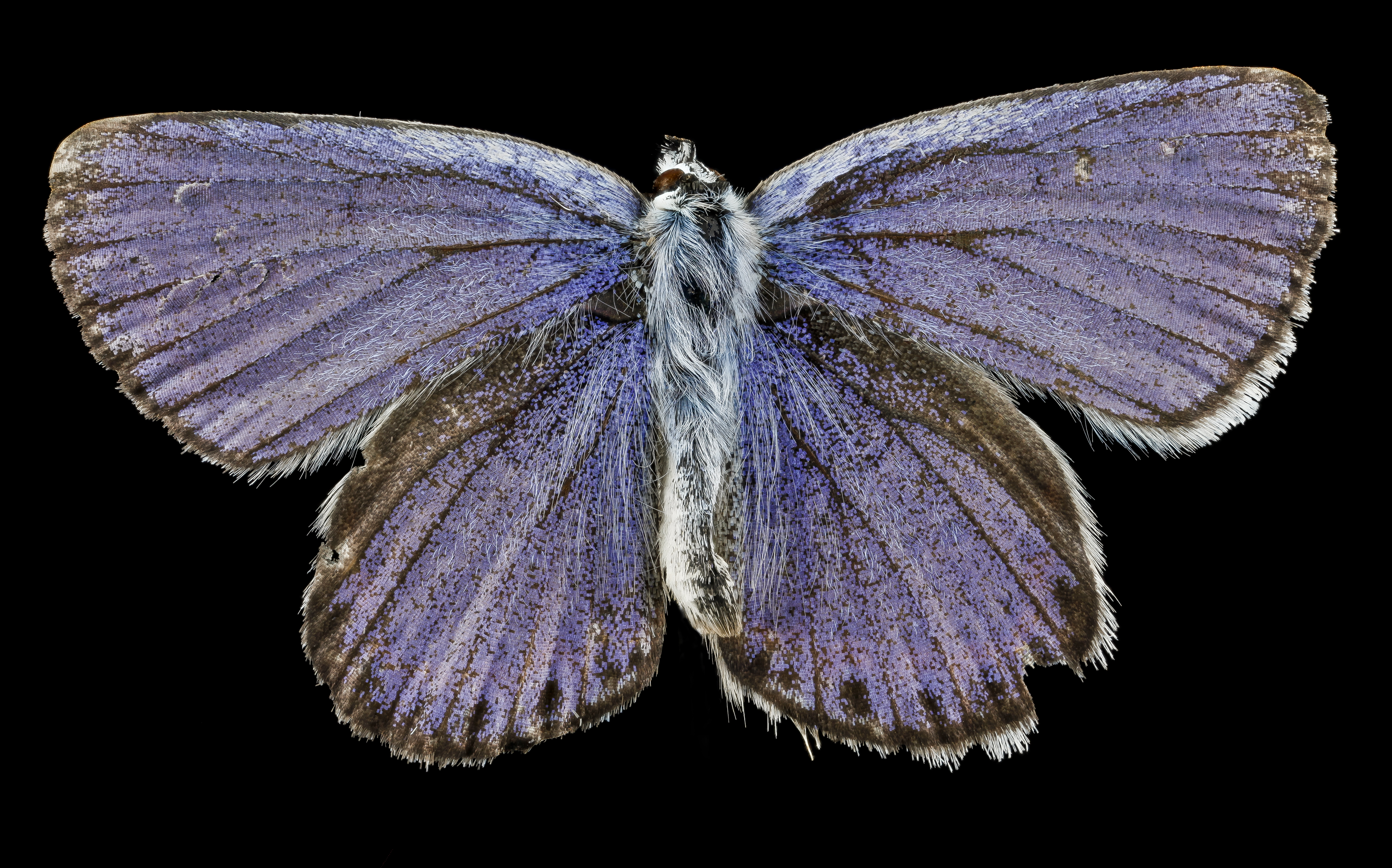